# Bobsleje na Zimowych Igrzyskach Olimpijskich 2010 – dwójki mężczyzn
Bobslejowe dwójki mężczyzn na Zimowych Igrzyskach Olimpijskich 2010 odbyły się w dniach 20–21 lutego w Whistler na torze Whistler Sliding Centre. Rozegrane zostały cztery ślizgi - po dwa pierwszego dnia i drugiego. W ostatnim zjeździe udział wzięła tylko najlepsza 20 po trzech ślizgach. Najlepsi okazali się obrońcy tytułu – André Lange i Kevin Kuske. Wyprzedzili swoich rodaków, parę Thomas Florschütz i Richard Adjei, a także parę rosyjską Aleksandr Zubkow i Aleksiej Wojewoda.
Zawody obfitowały w wypadki, w pierwszym zjeździe wywróciły się trzy boby. Drugi bob australijski nie dojechał do mety, sztuka ta udała się pierwszej osadzie brytyjskiej, ale w czasie zjazdu z boba wypadł Dan Money, za co zostali zdyskwalifikowani. Więcej szczęścia miała pierwsza osada Liechtensteinu, która mimo wywrotki w pierwszej części toru sunąc bokiem po lodzie dotarła do mety, jednak w drugim zjeździe już nie wystartowała. Po pierwszym zjeździe z powodu nieodpowiedniej wagi zdyskwalifikowana pierwszą osadę Austrii. W drugim zjeździe wywróciła się zajmująca trzecie miejsce pierwsza osada kanadyjska.

## Wyniki
| Ranking | Nr | Kraj                      | Zawodnicy                                     | 1. Zjazd   | 2. Zjazd   | 3. Zjazd   | 4. Zjazd   | Łączny czas | Strata |
| ------- | -- | ------------------------- | --------------------------------------------- | ---------- | ---------- | ---------- | ---------- | ----------- | ------ |
| 1.      | 4  | Niemcy (GER-1)            | André Lange Kevin Kuske                       | 4.81 51.59 | 4.81 51.72 | 4.83 51.57 | 4.82 51.77 | 3:26.65     |        |
| 2.      | 2  | Niemcy (GER-2)            | Thomas Florschütz Richard Adjei               | 4.79 51.57 | 4.79 51.85 | 4.84 51.62 | 4.82 51.83 | 3:26.87     | +0.22  |
| 3.      | 7  | Rosja (RUS-1)             | Aleksandr Zubkow Aleksiej Wojewoda            | 4.78 51.79 | 4.78 52.02 | 4.79 51.80 | 4.78 51.90 | 3:27.51     | +0.86  |
| 4.      | 1  | Szwajcaria (SUI-1)        | Ivo Rüegg Cedric Grand                        | 4.86 51.76 | 4.86 52.18 | 4.86 51.92 | 4.85 51.99 | 3:27.85     | +1.20  |
| 5.      | 9  | Kanada (CAN-2)            | Pierre Lueders Jesse Lumsden                  | 4.78 51.94 | 4.79 52.12 | 4.82 51.87 | 4.79 51.94 | 3:27.87     | +1.22  |
| 6.      | 6  | Stany Zjednoczone (USA-1) | Steven Holcomb Curtis Tomasevicz              | 4.79 51.89 | 4.82 52.04 | 4.84 51.98 | 4.86 52.03 | 3:27.94     | +1.29  |
| 7.      | 11 | Rosja (RUS-2)             | Dmitrij Abramowicz Siergiej Prudnikow         | 4.81 52.03 | 4.82 52.40 | 4.84 52.11 | 4.84 51.92 | 3:28.46     | +1.81  |
| 8.      | 25 | Łotwa (LVA-1)             | Edgars Maskalāns Daumants Dreiškens           | 4.85 52.16 | 4.83 52.32 | 4.87 52.17 | 4.89 52.43 | 3:29.08     | +2.43  |
| 9.      | 3  | Niemcy (GER-3)            | Karl Angerer Gregor Bermbach                  | 4.84 52.23 | 4.84 52.43 | 4.89 52.19 | 4.88 52.44 | 3:29.29     | +2.64  |
| 10.     | 8  | Stany Zjednoczone (USA-2) | John Napier Steven Langton                    | 4.89 52.28 | 4.89 52.45 | 4.91 52.31 | 4.93 52.36 | 3:29.40     | +2.75  |
| 11.     | 14 | Rumunia (ROU-1)           | Nicolae Istrate Florin Cezar Crăciun          | 4.85 52.19 | 4.84 52.41 | 4.87 52.40 | 4.87 52.43 | 3:29.43     | +2.78  |
| 12.     | 13 | Stany Zjednoczone (USA-3) | Mike Kohn Nick Cunningham                     | 4.91 52.47 | 4.91 52.71 | 4.94 52.25 | 4.93 52.35 | 3:29.78     | +3.13  |
| 13.     | 16 | Czechy (CZE-1)            | Ivo Danilevič Jan Stokláska                   | 4.90 52.73 | 4.89 52.59 | 4.95 52.52 | 4.90 52.44 | 3:30.28     | +3.63  |
| 14.     | 10 | Holandia (NED-1)          | Edwin van Calker Sybren Jansma                | 4.77 52.37 | 4.81 52.83 | 4.83 52.63 | 4.83 52.62 | 3:30.45     | +3.80  |
| 15.     | 5  | Kanada (CAN-1)            | Lyndon Rush Lascelles Brown David Bissett     | 4.76 51.67 | 4.75 54.70 | 4.87 51.93 | 4.85 52.16 | 3:30.46     | +3.81  |
| 16.     | 19 | Polska (POL-1)            | Dawid Kupczyk Marcin Niewiara                 | 4.90 52.45 | 4.89 52.91 | 4.91 52.42 | 4.93 52.72 | 3:30.50     | +3.85  |
| 17.     | 18 | Włochy (ITA-2)            | Fabrizio Tosini Sergio Riva                   | 4.94 52.84 | 4.95 52.83 | 4.96 52.34 | 4.95 52.65 | 3:30.66     | +4.01  |
| 18.     | 15 | Austria (AUT-2)           | Jürgen Loacker Christian Hackl                | 4.97 52.55 | 4.98 52.86 | 4.41 52.73 | 4.98 52.64 | 3:30.78     | +4.13  |
| 19.     | 21 | Monako (MON-1)            | Patrice Servelle Sébastien Gattuso            | 4.94 52.96 | 4.96 52.61 | 4.96 52.71 | 4.98 52.56 | 3:30.84     | +4.19  |
| 20.     | 20 | Słowacja (SVK-1)          | Milan Jagnešák Petr Narovec                   | 5.03 53.18 | 5.01 53.16 | 5.03 52.73 | 5.02 52.99 | 3:32.06     | +5.41  |
| 21.     | 23 | Japonia (JPN-1)           | Hiroshi Suzuki Ryuichi Kobayashi              | 4.91 53.24 | 4.91 53.30 | 4.93 53.13 |            | 2:39.67     |        |
| 22.     | 17 | Australia (AUS-1)         | Christopher Spring Duncan Harvey Anthony Ryan | 4.86 53.14 | 4.87 54.41 | 4.97 53.18 |            | 2:40.73     |        |
|         | 12 | Włochy (ITA-1)            | Simone Bertazzo Samuele Romanini              | 4.85 52.33 | 4.86 52.88 | DSQ        |            |             |        |
|         | 22 | Liechtenstein (LIE-1)     | Michael Klingler Thomas Dürr                  | 5.08 56.18 | DNS        |            |            |             |        |
|         | 27 | Australia (AUS-2)         | Jeremy Rollestone Duncan Michael Pugh         | DNF        |            |            |            |             |        |
|         | 24 | Wielka Brytania (GBR-1)   | John James Jackson Dan Money                  | DSQ        |            |            |            |             |        |
|         | 26 | Austria (AUT-1)           | Wolfgang Stampfer Jürgen Mayer                | DSQ        |            |            |            |             |        |